# Physionotrace

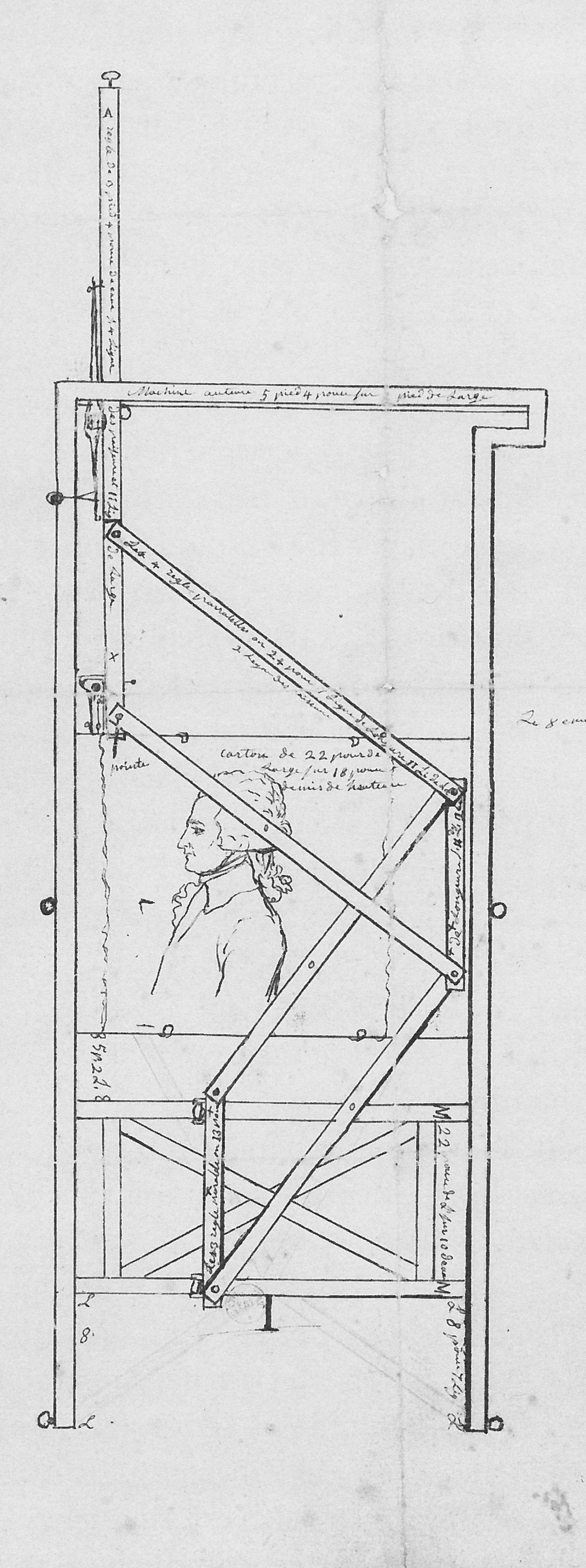
Physionotrace apparaat, getekend door Edme Quenedey des Ricets (1756-1830)

Physionotrace is een procedé waarbij een gezicht wordt afgetast met een stift om een portretten van personen en profil te maken. Het werd uitgevonden in Frankrijk in 1783-1784 en was enkele decennia populair. De geportretteerde klom in een houten frame (1,75m hoog x 0,65m breed), ging zitten en draaide zich opzij om te poseren. Een pantograaf verbonden met een potlood produceerde binnen een paar minuten een "grand trait", een contourlijn op een stuk papier. Met behulp van een tweede verkleinde pantograaf werden de basiskenmerken van het portret in de vorm van stippellijnen overgebracht van het vel naar een koperplaat, die eerder was geprepareerd met een etsgrond. Een week later ontving de geportretteerde een geëtste plaat en twaalf kleine afdrukken. Het apparaat maar ook de aquatint afdrukken worden physionotraces genoemd.
De techniek is een uitvinding van Gilles-Louis Chrétien (1745-1811), musicus bij de hofkapel van Versailles, graveur en portrettist.  

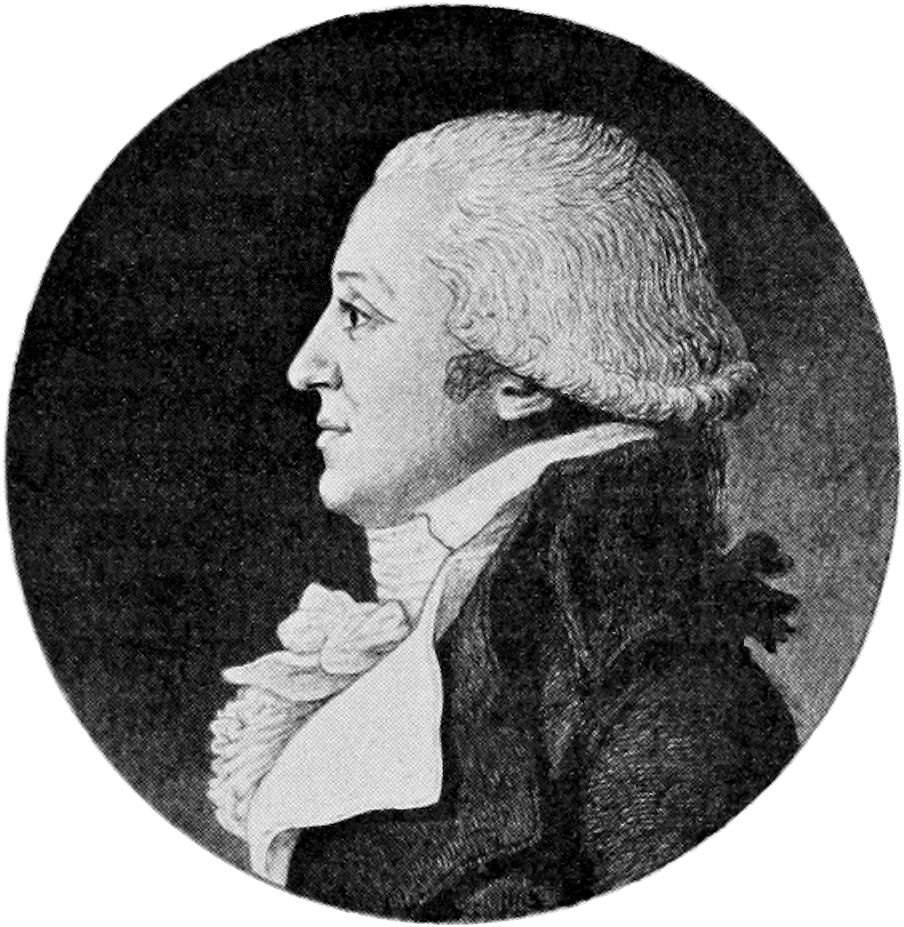
Physionotrace van Stefanus van Langen, gemaakt ± 1797 door Gilles-Louis Chrétien